# Ctilocephala grisea
Ctilocephala grisea är en skalbaggsart som beskrevs av Moser 1918. Ctilocephala grisea ingår i släktet Ctilocephala och familjen Melolonthidae. Inga underarter finns listade i Catalogue of Life.